# Ти, Букер
Роберт Букер Тио Хаффман-младший (англ. Robert Booker Tio Huffman Jr., род. 1 марта 1965, Хьюстон, США), более известный как Бу́кер Ти — бывший американский рестлер, рестлинг-промоутер и комментатор. В настоящее время работает в WWE, а также является владельцем и основателем независимого промоушена Reality of Wrestling (ROW) в Техас-Сити, Техас.
Букер Ти наиболее известен по выступлениям в World Championship Wrestling (WCW), World Wrestling Federation/Entertainment (WWF/E) и Total Nonstop Action Wrestling (TNA), в этих организациях он выиграл 35 чемпионских титулов. Он является самым титулованным рестлером в истории WCW, завоевав 21 титул, включая рекордные шесть титулов телевизионного чемпиона мира WCW (наряду с тем, что он стал первым афроамериканцем, завоевавшим этот титул), и рекордные одиннадцать титулов командного чемпиона мира WCW: десять в составе команды «Гарлем Хит» вместе со своим братом Лэшем «Стиви Рэем» Хаффманом в WCW (самое большое количество чемпионских титулов в этой компании) и один в WWF вместе с Тестом. Букер Ти был последним чемпионом мира WCW в тяжелом весе и чемпионом Соединённых Штатов в тяжелом весе в рамках действующей организации WCW.
Букер Ти — шестикратный чемпион мира в рестлинге, пять раз выигрывал титул чемпиона мира в тяжелом весе WCW и один раз — титул чемпиона мира в тяжелом весе. Со своей пятой победой в WCW (которая произошла в WWF) Букер Ти стал вторым афроамериканцем, выигравшим титул чемпиона мира в WWF/E (после Скалы), а также первым представителем не смешанной расы. Он также является победителем турнира King of the Ring 2006 года, шестнадцатым чемпионом Тройной короны и восьмым чемпионом Большого шлема (в оригинальном формате) в истории WWE. Будучи девятым чемпионом Тройной короны в WCW, Букер Ти является одним из пяти человек, завоевавших Тройную корону WWE и WCW.
Двукратный член Зала cлавы WWE: индивидуально с 2013 года, с 2019 года — в составе «Гарлем Хит».

## Ранняя жизнь
К тому времени, когда Букеру было 13 лет, оба его родителя умерли, и он жил со своей 16-летней сестрой. В 17 лет он переехал к своему старшему брату Стиви Рэю. В средней школе Хаффман был барабанщиком. Он также играл в футбол и баскетбол.
Хаффман провел девятнадцать месяцев в тюрьме после того, как признал себя виновным в вооруженных ограблениях ресторанов Wendy’s в Хьюстоне. Во время ограблений он и его напарники носили униформу Wendy’s, так как работали там 2,5 года. Из-за униформы и знакомства с деятельностью сети ресторанов быстрого питания полиция заподозрила, что ограбления были внутренним делом, и Хаффмана и ещё трех человек нашли не сразу. В декабре 1987 года он признал себя виновным по двум пунктам обвинения в ограблении при отягчающих обстоятельствах и был приговорен к пяти годам лишения свободы. Хаффман был освобожден, отсидев 19 месяцев, и был условно-досрочно освобожден до апреля 1992 года.

## Карьера в рестлинге

### Ранняя карьера (1986—1993)
Будучи отцом-одиночкой, работающим в складской компании в Хьюстоне, Техас, Хаффман искал лучшей жизни для себя и своего сына. Его брат Лэш (Стиви Рэй) предложил ему посетить новую школу рестлинга, которой руководил Иван Путский, совместно с его организацией Western Wrestling Alliance. Его босс из складской компании выделил деньги на оплату уроков рестлинга. Букер тренировался под руководством Скотта Кейси, который помог превратить прошлое Букера как гангстера и танцора в образ, обучив новичка психологии и мастерству на ринге.
Восемь недель спустя Букер дебютировал как Джи Ай Бро в шоу Путского Western Wrestling Alliance Live!. Персонаж был связан с бушующей войной в Персидском заливе и Сержантом Слотером из WWF. Несмотря на то, что WWA спустя некоторое время распалась, Букер продолжал выступать на независимых рингах Техаса, часто вместе со своим братом Лэшем, который выступал как Стиви Рэй. Они были замечены Скандором Акбаром, который нанял их для работы в Global Wrestling Federation (GWF), где они с Эдди Гилбертом принимали участие в матчах. Гилберт объединил Стиви Рэя и Букера Ти в команду «Опыт эбони», и 31 июля 1992 года они выиграли командное чемпионство GWF. За время работы в GWF они владели титулом в общей сложности три раза. Впоследствии Букер Ти и Стиви Рэй покинули GWF и стали работать в World Championship Wrestling.

### World Championship Wrestling (1993–2001)

#### Гарлем Хит (1993—1997)
Букер и его брат Стиви Рэй подписали контракт с World Championship Wrestling (WCW) после того, как Сид Вишес порекомендовал их. В августе 1993 года они дебютировали как команда «Гарлем Хит», где Букер был переименован в Коула, а Лэш — в Кейна. Они стали хилами и были в команде Харли Рейса и полковника Роба Паркера в матче WarGames на Fall Brawl 19 сентября против Стинга, Дэйви Боя Смита, Дастина Роудса и Шокмастера. Матч они проиграли, но в качестве хилов были приняты высоко из-за того, с какими фейсами они боролись.
В 1994 году они привлекли в качестве менеджера Сенсационную Шерри, прозванную Сестрой Шерри, и по их просьбе изменили имена на Букер Ти и Стиви Рэй. К концу 1994 года, победив в декабре «Звезды и полосы» (Патриот и Маркус Александр Бэгвелл), они стали обладателями командного чемпионства WCW. Уступив титул «Мерзким парням», «Гарлем Хит» вернули себе пояса 24 июня 1995 года.
После этого «Гарлем Хит» ввязалась во вражду с «Конюшней» Полковника Паркера, состоящей из «Грязного» Дика Слейтера и Банхауса Бака. У Паркера и Шерри был любовный роман, и Паркер в конце концов покинул группировку «Конюшня» в пользу «Гарлем Хит», чтобы быть с Шерри. «Гарлем Хит» выиграли титулы командных чемпионов мира WCW на Fall Brawl 1995 года, победив Дика Слейтера и Банхауса Бака. Их третье чемпионство продержалось всего один день, но через девять дней дуэт вернул себе титул у «Американских самцов» (Бафф Багвелл и Скотти Риггс). На Nitro 24 июня 1996 года «Гарлем Хит» победили Лекса Люгера и Стинга и завоевали свой пятый командный титул.
Через три дня после того, как братья Штайнеры (Скотт и Рик) проиграли командные титулы, 27 июля Harlem Heat вернули себе титулы. 23 сентября Букер Ти и Стиви Рэй потерпели поражение от Public Enemy (Рокко Рок и Джонни Гранж), но 1 октября уже в седьмой раз вернули себе титулы.
27 октября они проиграли в командном первенстве The Outsiders (Кевину Нэшу и Скотту Холлу). Впоследствии они уволили полковника Дж. Паркера и избили его и стали полноценными лицами. Затем они вступили в короткую вражду с полковником. Новая команда Паркера, Amazing French Canadians, одержала победу в междоусобице. В 1997 году они враждовали с Public Enemy, братьями Штайнерами и Новым мировым порядком (nWo). Осенью 1997 года они уволили Шерри и назначили нового менеджера — Жаклин. Новый мировой порядок на короткое время вывел их из строя, и они вернулись к вражде с Faces of Fear (Мэн и Варвар). Затем Стиви взял пятилетний отпуск в WCW, чтобы восстановиться от травмы лодыжки, а Жаклин ушла в WWF.

#### Телевизионный чемпион мира WCW (1997–1999)
Букер Ти перешёл в одиночный разряд и выиграл телевизионное чемпионство мира WCW у Диско Инферно 29 декабря 1997 года в эпизоде Nitro. Букер Ти поссорился из-за титула с Перри Сатурном и Риком Мартелом, кульминацией которого стал поединок на SuperBrawl VIII. Мартел, который изначально должен был выиграть поединок, досрочно выбыл из строя из-за травмы колена, а это означало, что финиш и оставшаяся часть поединка должны были состояться на ринге.
Весной 1998 года Букер Ти начал враждовать с Крисом Бенуа. Бенуа стоил Букеру Ти победы на телевизионном чемпионстве мира во время матча против Фита Финлея. В результате Букер Ти и Бенуа сыграли в "лучшей серии из семи", победитель которой встретился с Финлеем за титул. После семи матчей и вмешательства Брета Харта и Стиви Рэя, Букер Ти выиграл серию и 14 июня вернул себе телевизионное первенство.
Букер Ти одержал чистую победу над Бретом Хартом в прямом эфире Nitro от 22 февраля. В следующем месяце он вернул себе титул у Скотта Стайнера, который, в свою очередь, победил Букера Ти в финале турнира за титул чемпиона Соединённых Штатов WCW в тяжёлом весе. Букер Ти проиграл телевизионное чемпионство мира Рику Штайнеру месяц спустя на Slamboree.

#### Воссоединение Harlem Heat, Неудачники в действии (1999–2000)
К середине 1999 года Букер Ти убедил своего брата Стиви Рэя покинуть nWo и воссоединиться с Harlem Heat. Harlem Heat победили Бам Бама Бигелоу и Каньона в борьбе за командное чемпионство мира WCW на Road Wild. 23 августа они проиграли командные титулы чемпионов мира WCW Барри и Кендаллу Уиндему, но Harlem Heat вернули их себе примерно через месяц на Fall Brawl. Когда The Filthy Animals были лишены командных титулов из-за травмы, полученной Реем Мистерио-младшим, титул был разыгран во время танца втроём на Halloween Havoc. Harlem Heat завоевали свой десятый командный титул чемпионов мира WCW, победив Хью Морруса, Брайана Нобса, Коннана и Кидмана. К концу 1999 года к Harlem Heat присоединилась женщина-бодибилдер по имени Миднайт. Стиви пренебрёг её помощью и начал спорить из-за нее с Букером.
В конце концов Стиви Рэй бросил вызов Миднайт в матче, который решал, останется ли она в Harlem Heat или нет. Потерпев поражение и получив неожиданный небольшой приз, Стиви Рэй объединился с Booker T и Миднайт, чтобы основать Harlem Heat Inc. вместе с Биг Ти, Кэшем и Джей Биггсом. Стиви Рэй и Биг Ти назвали себя Harlem Heat 2000. На протяжении всего этого периода Хаффмана называли просто Букер, поскольку Harlem Heat 2000 выиграли права на название "T" в матче с Биг Ти против Букера 20 февраля 2000 года на SuperBrawl X. Кидман и Букер Ти победили Harlem Heat 2000 (Стиви Рэй и Биг Ти) на конкурсе Uncensored 2000.
Когда Винс Руссо и Эрик Бишофф сформировали группировку «Новая кровь» (англ. The New Blood), Хаффман, в конечном счёте, полностью изменил свой образ на ринге, помогая руководителю группировки «Неудачники в действии» (англ. Misfits In Action) капитану Рекшена в военной тематике в качестве G.I. Bro, повторяя свои приёмы во время работы в WWA. Он победил Шона Стэсиака на Great American Bash в тренировочном лагере. 19 июня в Nitro он вернул себе имя "Букер Ти", повысив Рекшена до статуса генерала и потребовав, чтобы «Неудачники» начали противостоять «Новой крови».

#### Чемпион мира WCW в тяжелом весе (2000–2001)
Букер Ти был повышен до статуса главного события. После того, как букер WCW Винс Руссо был недоволен политикой Халка Хогана, он уволил Хогана во время прямой трансляции Bash at the Beach 9 июля и объявил о проведении импровизированного матча между Джеффом Джарреттом и Букером Ти за титул чемпиона мира WCW в тяжёлом весе. Букер Ти выиграл матч, став вторым афроамериканцем в истории WCW после Рона Симмонса, и третий афроамериканец, завоевавший титул чемпиона мира в супертяжелом весе. 28 августа он проиграл титул Кевину Нэшу на Nitro. Он вернул себе титул несколькими неделями позже в матче в стальной клетке с Нэшем на Fall Brawl 17 сентября, но снова проиграл титул, на этот раз самому Винсу Руссо в подобном матче (Голдберг выбил Руссо из клетки и выиграл титул). Руссо покинул ринг. Букер Ти завоевал титул в третий раз в боксерском матче 49-го тура в Сан-Франциско против Джеффа Джарретта в эпизоде Nitro от 2 октября.
Следующая вражда Букера Ти была со Скоттом Стайнером, которому он в итоге проиграл титул в матче в смирительной рубашке и стальной клетке. Штайнер победил техническим нокаутом, уложив потерявшего сознание Букера Ти в кресло на Mayhem 26 ноября. Штайнер был самым продолжительным действующим чемпионом WCW за последние годы, в то время как Букер Ти ненадолго выбыл из строя из-за травмы. Букер Ти вернулся в состав и победил Рика Штайнера в бою за титул чемпиона США в супертяжелом весе на турнире Greed 18 марта 2001 года. Это сделало Букера Ти девятым обладателем Тройной короны WCW. В финальном эпизоде Nitro 26 марта Букер Ти победил Скотта Стайнера и в четвёртый раз стал чемпионом мира WCW в тяжёлом весе.
По словам спортивного журналиста Майкла Ландсберга, зарплата Хаффмана в WCW составляла "около миллиона долларов в год". Он выиграл в общей сложности двадцать один титул в рамках организации, что сделало его самым титулованным исполнителем в её истории. Букер Ти также был действующим чемпионом США в WCW в супертяжелом весе и чемпионом мира в WCW в супертяжелом весе, когда подписал контракт с World Wrestling Federation (WWF).

## Личная жизнь
Хаффман женился на своей первой жене Левестии 23 мая 1996 года. Букер представил её публике на Nitro в ночь после выигрыша титула чемпиона мира WCW в тяжелом весе на Bash at the Beach (2000). Левестия также была использована для продолжения вражды между ним и Джеффом Джарреттом, когда Джарретт ударил её гитарой по голове на Nitro 31 июля 2000 года. Однако 8 мая 2001 года они развелись.
У Хаффмана есть сын от предыдущих отношений со школьной подругой по имени Брэндон (род. 1982), с которым у него натянутые отношения из-за того, что он много времени проводит в разъездах. Букер женился на своей подруге Шармелл Салливан в феврале 2005 года. В 2010 году у пары родились близнецы — мальчик Кендрик и девочка Кеннеди. Хаффман и его брат Лэш открыли школу рестлинга в Хьюстоне в 2005 году. Он также является поклонником Формулы-1 и присутствовал на Гран-при США 2012 года в качестве гостя Льюиса Хэмилтона.

## Титулы и достижения
- Cauliflower Alley Club
  - Награда для команд (2018) — со Стиви Рэем[20]
- Зал славы рестлинга Джорджа Трагоса/Лу Тезса
  - С 2018 года
- Global Wrestling Federation
  - Командный чемпион GWF (3 раза) — со Стиви Рэем[21]
- Las Vegas Pro Wrestling
  - Чемпион LVPW UWF в тяжёлом весе (1 раз)[22]
- Prairie Wrestling Alliance
  - Чемпион PWA в тяжёлом весе (1 раз)[23]
- Pro Wrestling Illustrated
  - Вдохновляющий рестлер года (2000)[24]
  - Самый прибавивший рестлер года (1998)[24]
  - Команда года (1995, 1996) со Стиви Рэем[24]
  - № 5 в топ 500 рестлеров в рейтинге PWI 500 в 2001[25]
- Southern Championship Wrestling Florida
  - Чемпион Флориды в тяжелом весе SCW (1 раз)
- Texas All-Pro Wrestling
  - Чемпион TAP в тяжёлом весе (1 раз)[26]
- Reality of Wrestling
  - Командный чемпион ROW (1 раз) — со Стиви Рэем[27]
- Total Nonstop Action Wrestling
  - Чемпион легенд TNA (1 раз, первый)[28]
  - Командный чемпион мира TNA (1 раз) — со Скоттом Штайнером[28]
  - Награды по итогам года TNA (2 раза)
    - Памятный момент года (2007)[29]
    - За кем следить в 2008 году (2007)[29]
- World Championship Wrestling
  - Чемпион мира WCW в тяжёлом весе (4 раза)[30]
  - Телевизионный чемпион мира WCW (6 раз)[31]
  - Чемпион Соединённых Штатов WCW в тяжёлом весе (1 раз)[32]
  - Командный чемпион мира WCW (10 раз) — со Стиви Рэем[33]
  - Девятый чемпион Тройной короны
- World Wrestling Federation/World Wrestling Entertainment/WWE
  - Чемпион WCW (1 раз)
  - Чемпион мира в тяжёлом весе (1 раз)[34]
  - Командный чемпион мира (3 раза) — с Тестом (1), Голдастом (1) и Робом Ван Дамом (1)[35]
  - Командный чемпион WCW (1 раз) — с Тестом
  - Интерконтинентальный чемпион WWF (1 раз)[36][37]
  - Чемпион Соединённых Штатов WWE (3 раза)[32]
  - Хардкорный чемпион WWF (2 раза)[38]
  - Король ринга (2006)[39]
  - Шестнадцатый чемпион Тройной короны
  - Восьмой чемпион Большого шлема (в оригинальном формате)
  - Зал славы WWE (2 раза)
    - 2013 — индивидуально
    - 2019 — как член «Гарлем Хит»[40]
- Wrestling Observer Newsletter
  - Самый недооцененный (2002)[41]
  - Худший комментатор (2017, 2023)[42]